# 澳門巴士16路線
澳門巴士16路線是由新福利經營，往返牧場街和下環街市的巴士路線。

## 簡介及歷史
- 1987年3月16日，因應澳門政府實施「大巴行大路，小巴行小路」的政策，當時福利公司開設本線，以填補有關道路的交通空白。
  - 初期走線如下：媽閣 - 河邊新街 - 下環街市 - 風順堂街 - 擺華巷 - 南灣大馬路 - 水坑尾 - 西墳馬路 - 鏡湖醫院 - 沙梨頭 - 火船頭街 - 河邊新街 - 媽閣

- 1988年，因原福利公司破產，本線改為新福利營運。

- 1990年9月，「菜園涌邊街總站」啟用，本線總站遷往該站，同時大幅調整走線。[1]

- 2007年4月22日，本線縮短車程，取消停靠“提督馬路／白朗古”、“白朗古將軍馬路”、“台山街市”站，增加停靠“蓮峰游泳池”站。[2]

- 2013年3月16日起，取消停靠「三角花園」、「蓮峰游泳池」站，新增停靠「白朗古將軍馬路」站。[3]

- 2016年1月16日，調整本線服務時間為06:00-01:00，班距為4-10分鐘。

- 2016年3月19日，因調整白朗古將軍大馬路周邊路段的行車安排，取消停靠「提督馬路／白朗古」、「白朗古將軍馬路」站，行駛路線改為原線至雅廉訪大馬路，改經沙梨頭新街、飛喇士街至白朗古將軍大馬路後再按原線行駛。改為停靠設於飛喇士街的「筷子基衛生中心」站。[4]

- 2016年4月23日，取消停靠「衣灣斜巷」站。[5]

- 2016年11月18日，因應路面實際情況及客況，安排本線的部分班次跳站至“提督馬路／雅廉訪”站。[6]

- 2017年8月23日，颱風天鴿襲澳，關閘總站受到嚴重風暴潮破壞，取消停靠此站。

- 2019年8月17日，「青洲坊總站」正式營運，本線有所調整／巴士站改名：
  - 總站由“菜園涌邊街”改為“牧場街總站”
  - “菜園涌邊街”改名為“鄭觀應公立學校”
  - 新增停靠“青洲坊總站”、“台山平民大廈”站

- 2020年3月12日起，“水坑尾街”站改名為“水坑尾／天神巷”。[7]

- 2021年1月4日，本線開設特班車路線，不經風順堂區內街一帶。[8]

- 2022年6月19日首班車起至21:00，因應南灣大馬路德豐大廈和一食店分別實施封控和管控措施，「巴掌圍」站暫停使用。[9][10]

- 2022年7月9日09:15至10日尾班車，因應越秀花園實施封控措施，“雅廉訪／俾利喇”站暫停使用。[11]

- 2022年7月11日至17日，因實施「全澳相對靜止管理」措施，本線暫停營運。[12]

- 2022年7月18日至22日，因宣佈延長“相對靜止管理”措施，本線維持上述措施。[13]

- 2022年7月23日起，因“相對靜止管理”結束，本線恢復營運。[14]

## 使用車輛
- 由於需行駛狹窄的街道，本線只能使用小巴行駛。
- 本線在福利年代，主要採用日產Civilian小巴行駛。
- 新福利在1988年接手營辦本線以後，一直使用三菱Rosa。

2024年1月18日起：
- 三菱Rosa
- 蘇州金龍KLQ6756GHEV

2024年7月1日起：
- 蘇州金龍KLQ6756GHEV

## 電牌
| 往下環方向      | 往下環方向       | 往下環方向 |
| 日期            | 頭牌             | 圖例       |
| --------------- | ---------------- | ---------- |
| 開線至今        | 下環街市         |            |
| 往台山方向      |                  |            |
| 日期            | 頭牌             | 圖例       |
| 2019年8月17日前 | 菜園涌邊街       |            |
| 2019年8月17日起 | 牧場街（近關閘） |            |

## 路線資料

### 收費
| 收費類別     | 收費類別                      | 收費類別             | 費用 |
| ------------ | ----------------------------- | -------------------- | ---- |
| 現金         | 現金                          | 現金                 | $6.0 |
| 境外支付工具 | 支付寶（內地及香港）          | 支付寶（內地及香港） | $6.0 |
| 境外支付工具 | 雲閃付 非綁定澳門銀聯卡       |                      | $6.0 |
| 境外支付工具 | 微信支付（內地及香港）        |                      | $6.0 |
| 境外支付工具 | 交通聯合 非澳門發行的全國通卡 |                      | $6.0 |
| 境內支付工具 | 澳門通                        | 全民卡               | $3.0 |
| 境內支付工具 | 澳門通                        | 學生卡               | $1.5 |
| 境內支付工具 | 澳門通                        | 長者卡               | 免費 |
| 境內支付工具 | 澳門通                        | 殘疾卡               | 免費 |
| 境內支付工具 | 聚易用＋                      | 聚易用＋             | $3.0 |

### 服務時間及班距
| 服務時間                     | 服務時間   | 星期一至六  | 星期日 （含公眾假期） |
| ---------------------------- | ---------- | ----------- | --------------------- |
| 牧場街總站                   | 牧場街總站 | 06:00-01:00 | 06:00-01:00           |
| 班距                         | 尖峰       | 5-8分鐘     | 10-12分鐘             |
| 班距                         | 離峰       | 10-18分鐘   | 10-18分鐘             |
| 懸掛8號風球後1小時開出尾班車 |            |             |                       |

### 路線停站
| 16   | 牧場街 ↺ 下環街市 | 牧場街 ↺ 下環街市    | 牧場街 ↺ 下環街市 |
| 序號 | 循環線            | 循環線               | 循環線            |
| 序號 | 站號              | 站名                 | 出入境口岸        |
| 1    | M18/2             | 牧場街總站           |                   |
| 2    | M4/2              | 鄭觀應公立學校       |                   |
| 3    | M7/2              | 關閘馬路             |                   |
| 4    | M16/1             | 提督馬路／雅廉訪     |                   |
| 5    | M111              | 昌明花園             |                   |
| 6    | M112              | 沙梨頭／華寶工業大廈 |                   |
| 7    | M127              | 海邊新街             |                   |
| 8    | M125              | 栢港停車場           |                   |
| 9    | M136/1            | 粵通碼頭             | 內港客運碼頭      |
| 10   | M139/2            | 司打口               | 內港客運碼頭      |
| 11   | M189              | 下環街市             |                   |
| 12   | M180              | 風順堂街             |                   |
| 13   | M166              | 西坑街               |                   |
| 14   | M175              | 濠璟酒店             |                   |
| 15   | M192              | 民國馬路             |                   |
| 16   | M181              | 燒灰爐               |                   |
| 17   | M179              | 巴掌圍               |                   |
| 18   | M167              | 南灣大馬路／時代     |                   |
| 19   | M144/3            | 水坑尾／天神巷       |                   |
| 20   | M76/2             | 盧廉若公園           |                   |
| 21   | M59               | 荷蘭花園             |                   |
| 22   | M97               | 雅廉訪／俾利喇       |                   |
| 23   | M106              | 雅廉訪／聖心         |                   |
| 24   | M274              | 筷子基衛生中心       |                   |
| 25   | M20/4             | 青洲坊總站           | 青茂口岸          |
| 26   | M285              | 台山平民大廈         |                   |
| 27   | M18/2             | 牧場街總站           |                   |

## 客量
- 根據2020年公報，本線在2019年度尖峰時段共開出67,925班次，乘車人次為4,428,177人次，平均每班接載65.2人次。

## 本線分流路線
- 澳門巴士16S路線

## 圖片集

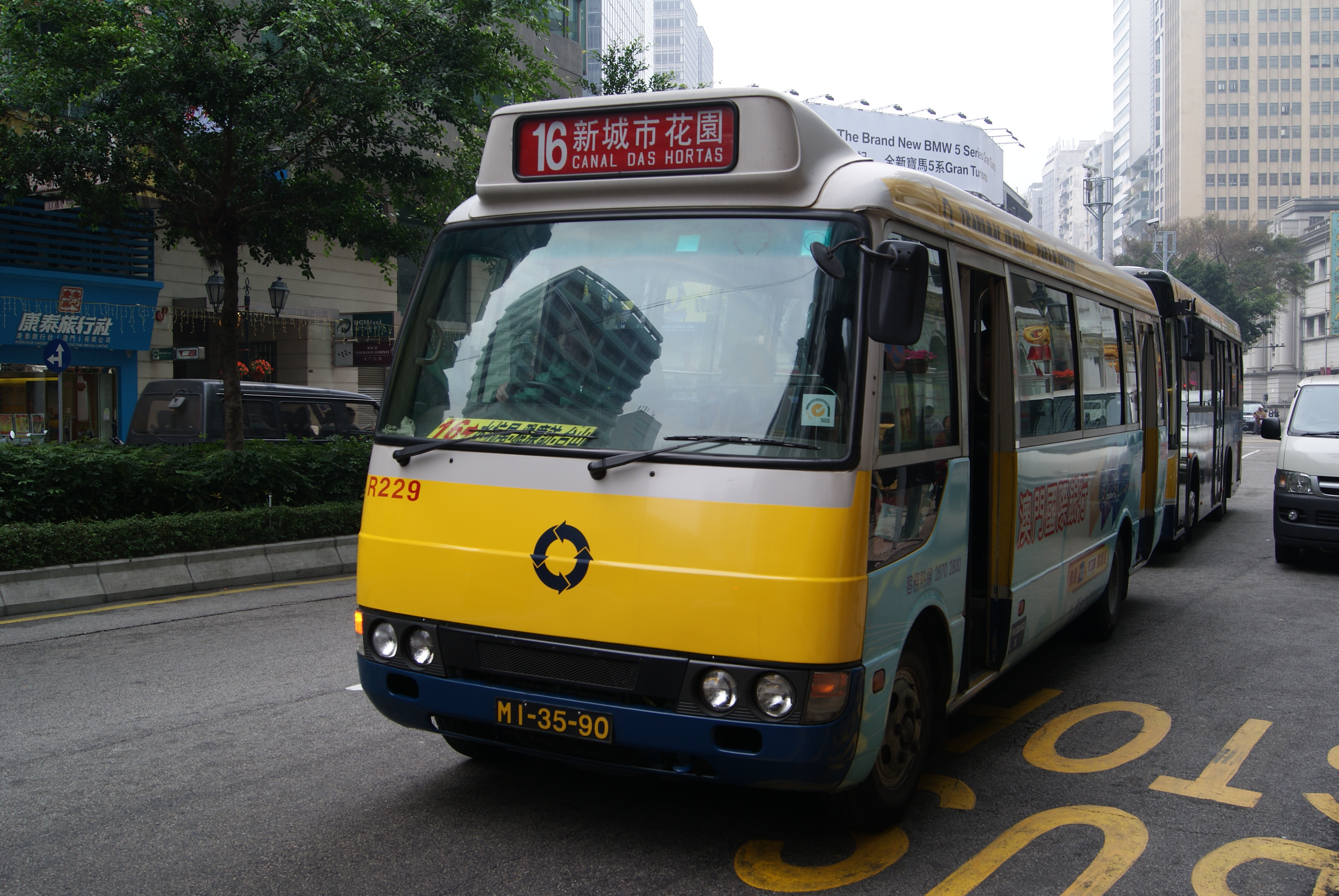
三菱Rosa
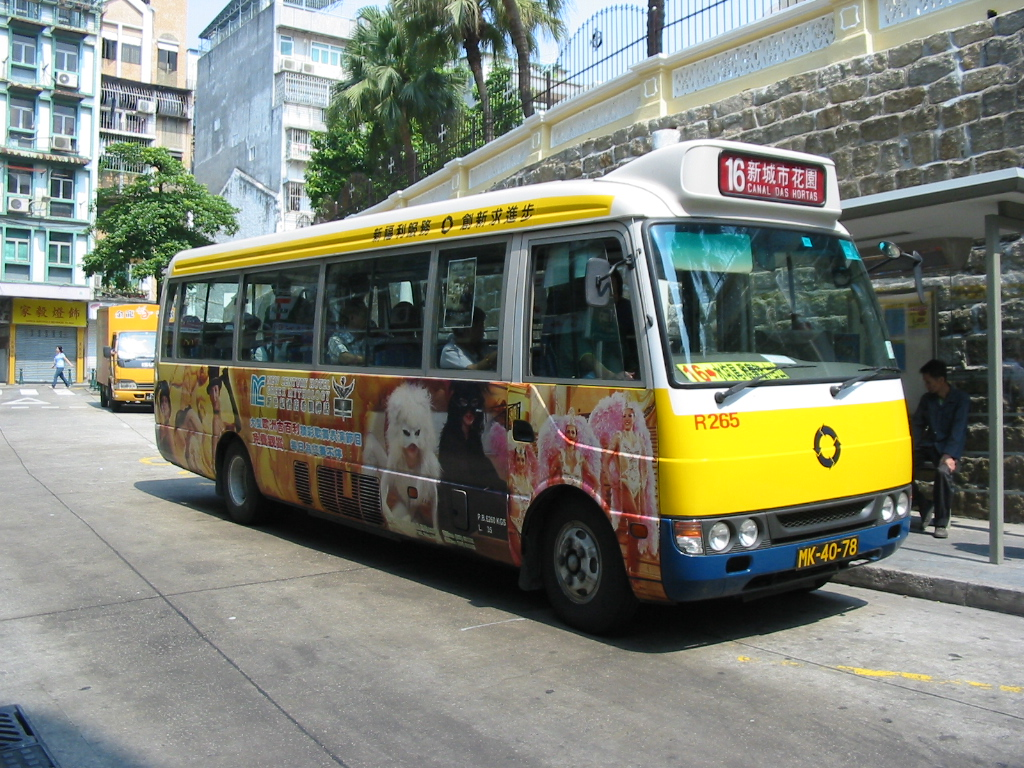
三菱Rosa
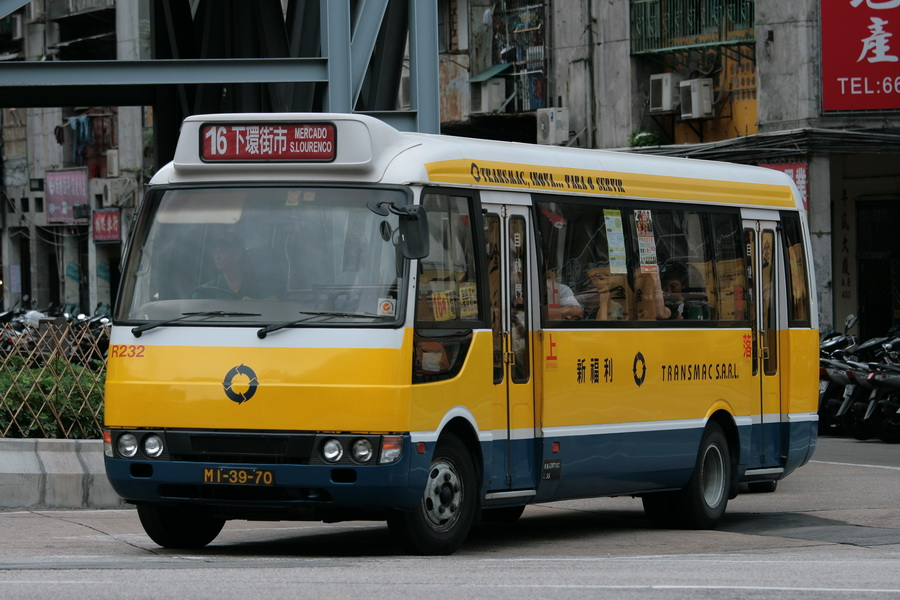
三菱Rosa
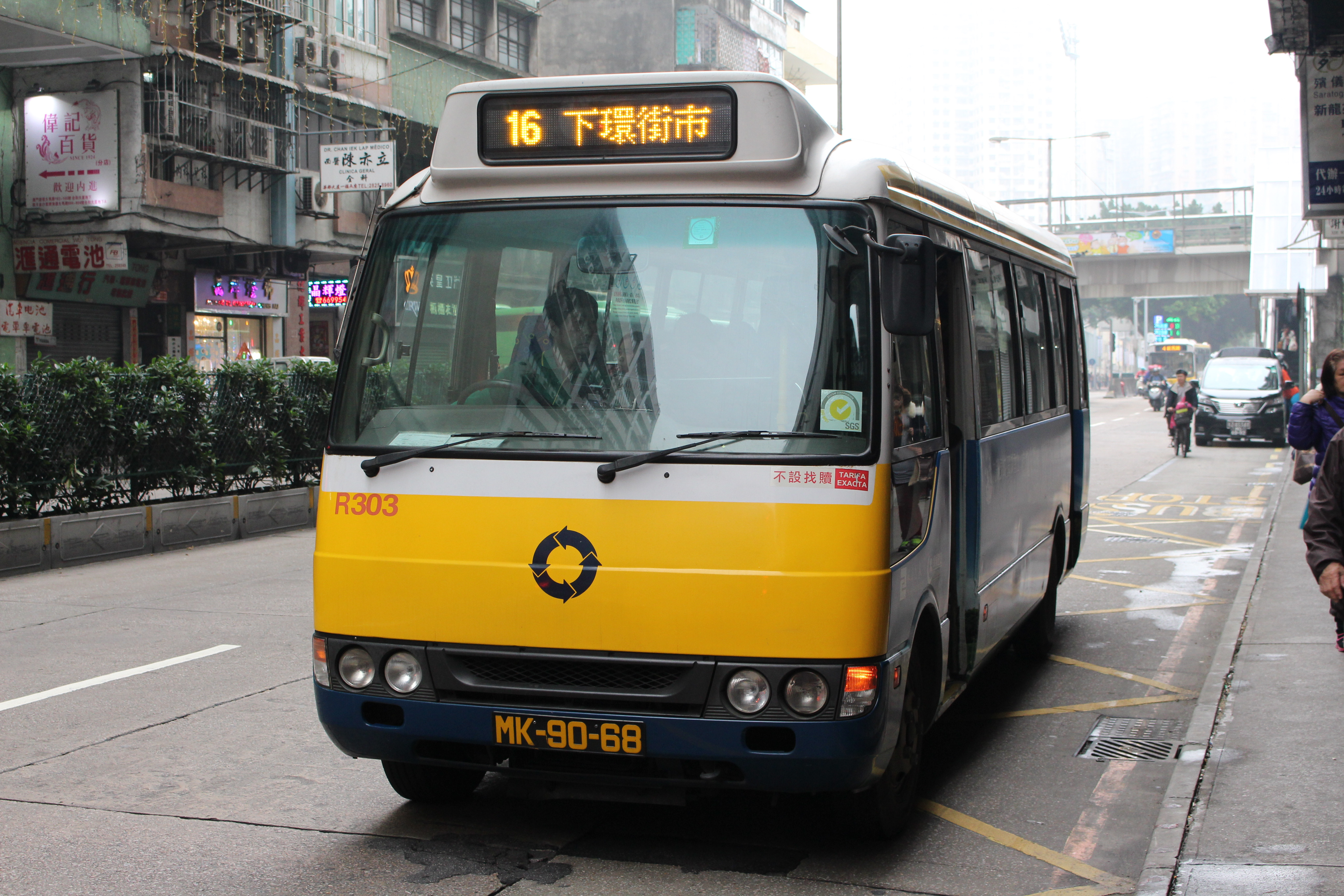
三菱Rosa
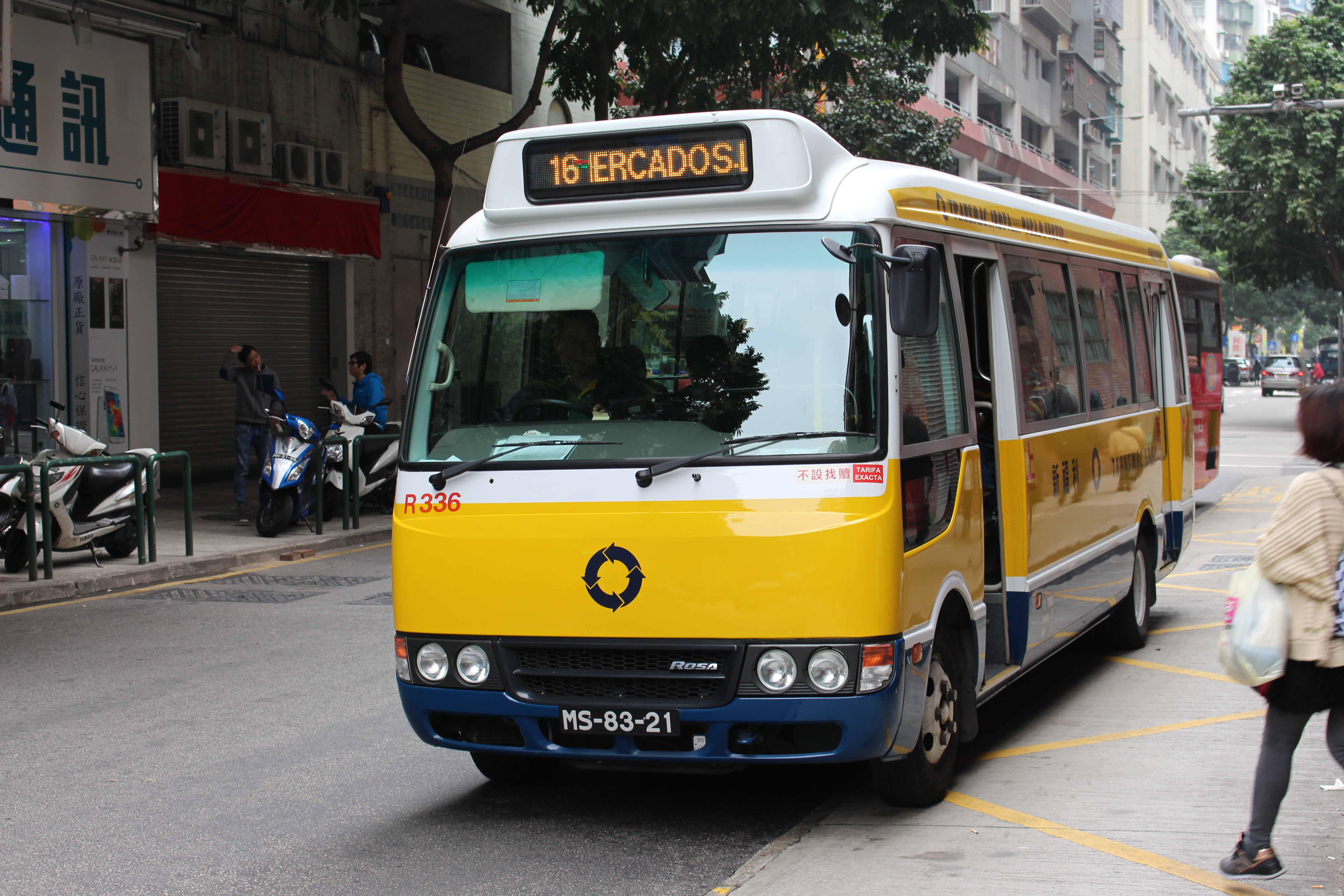
三菱Rosa
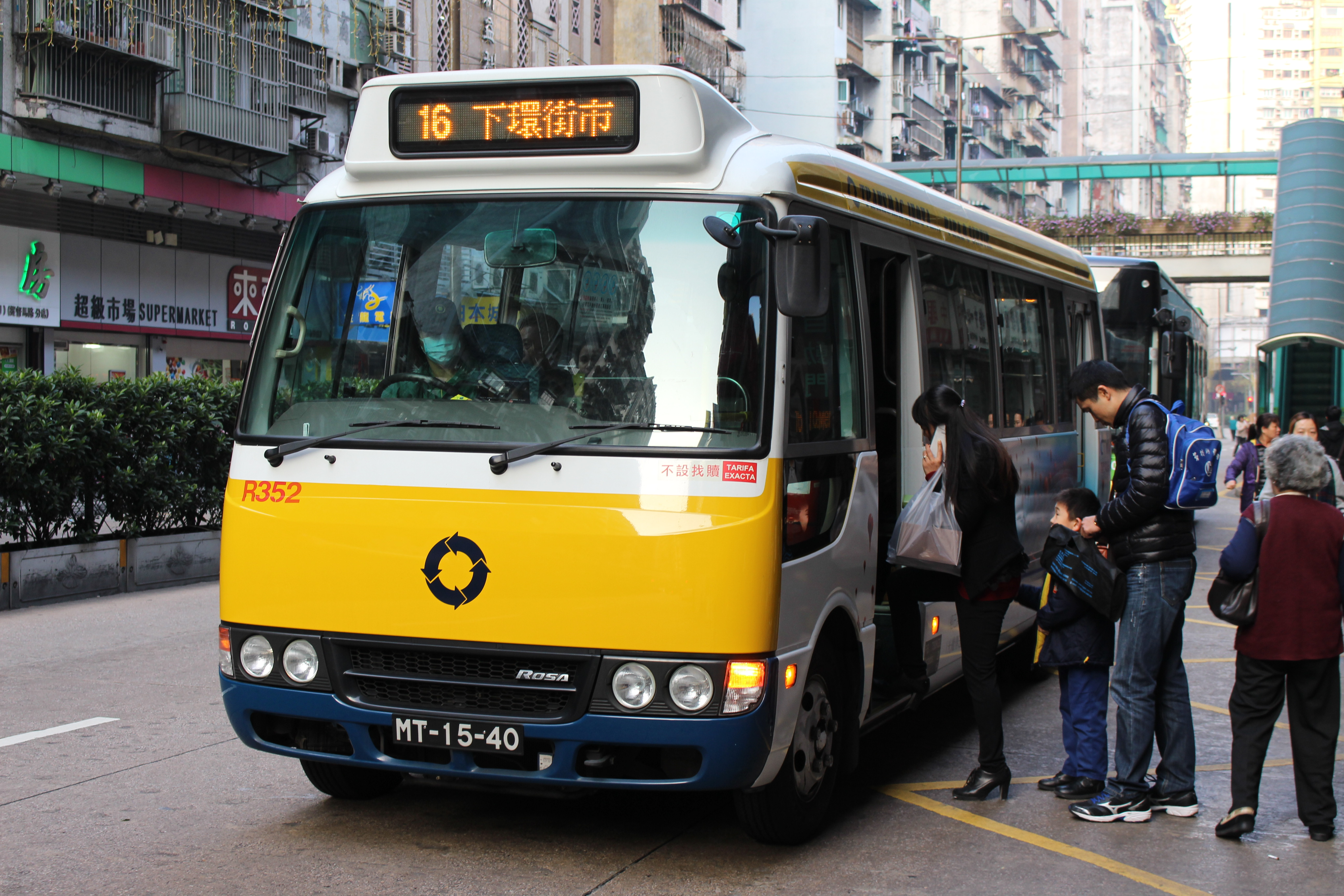
三菱Rosa
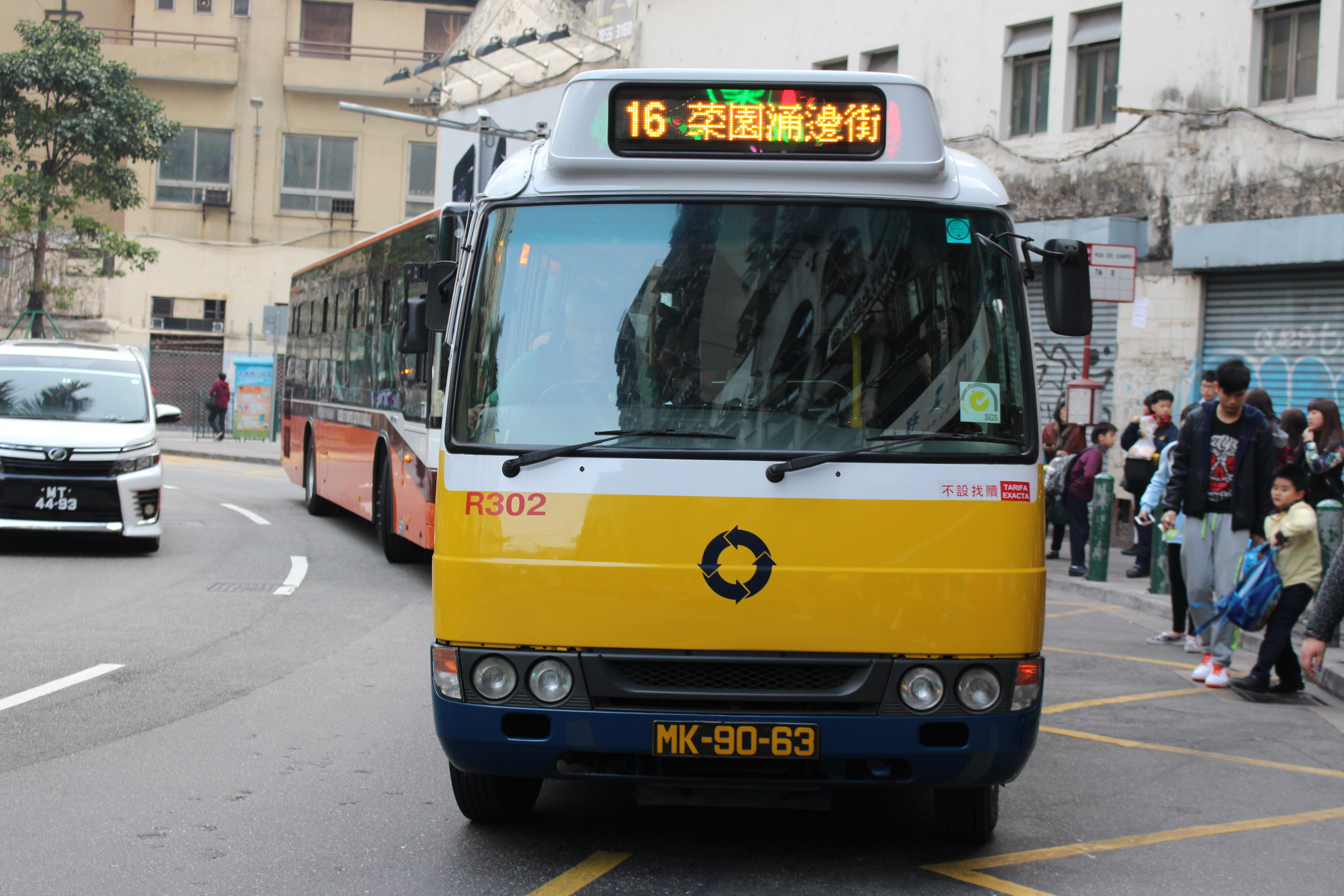
三菱Rosa
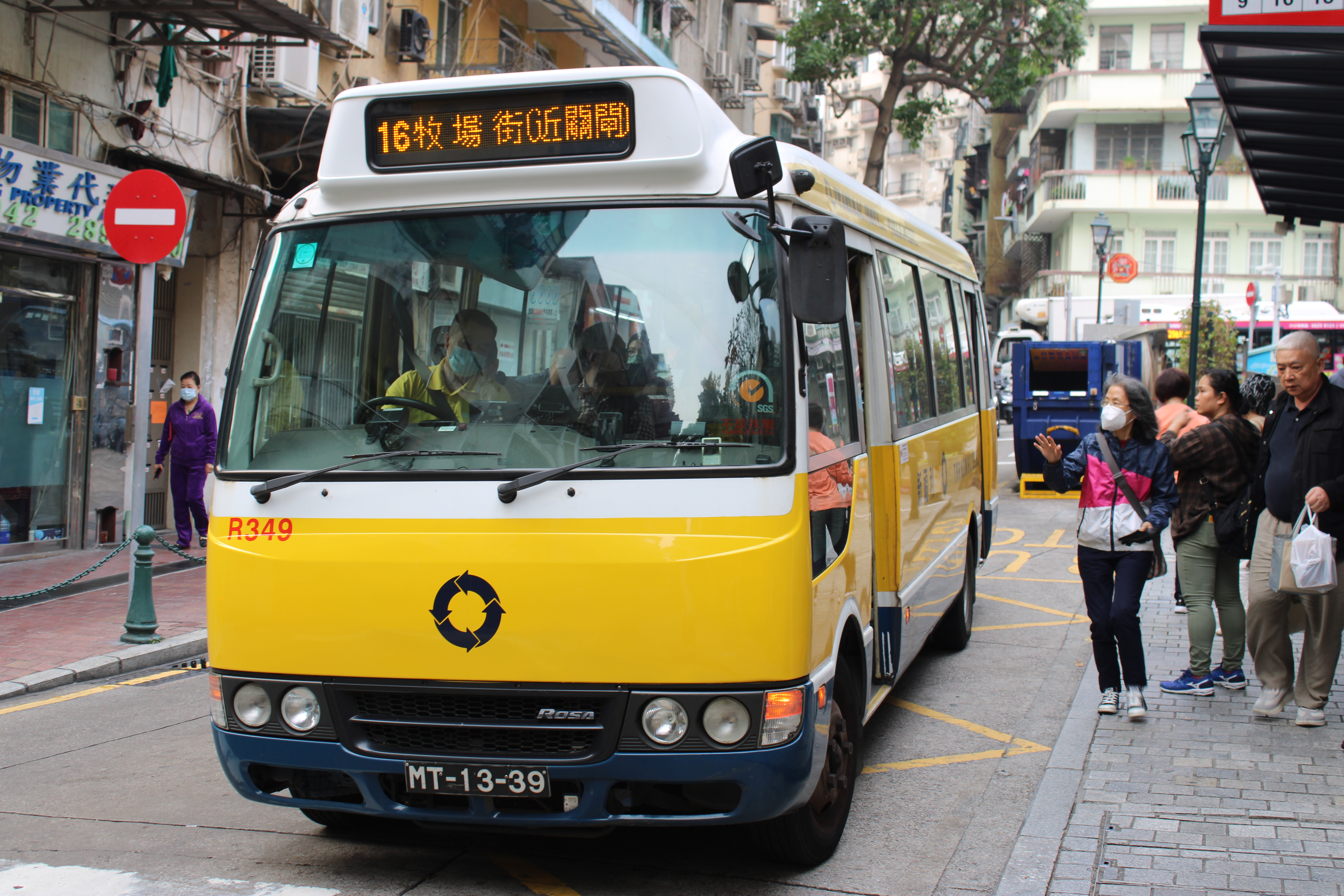
三菱Rosa
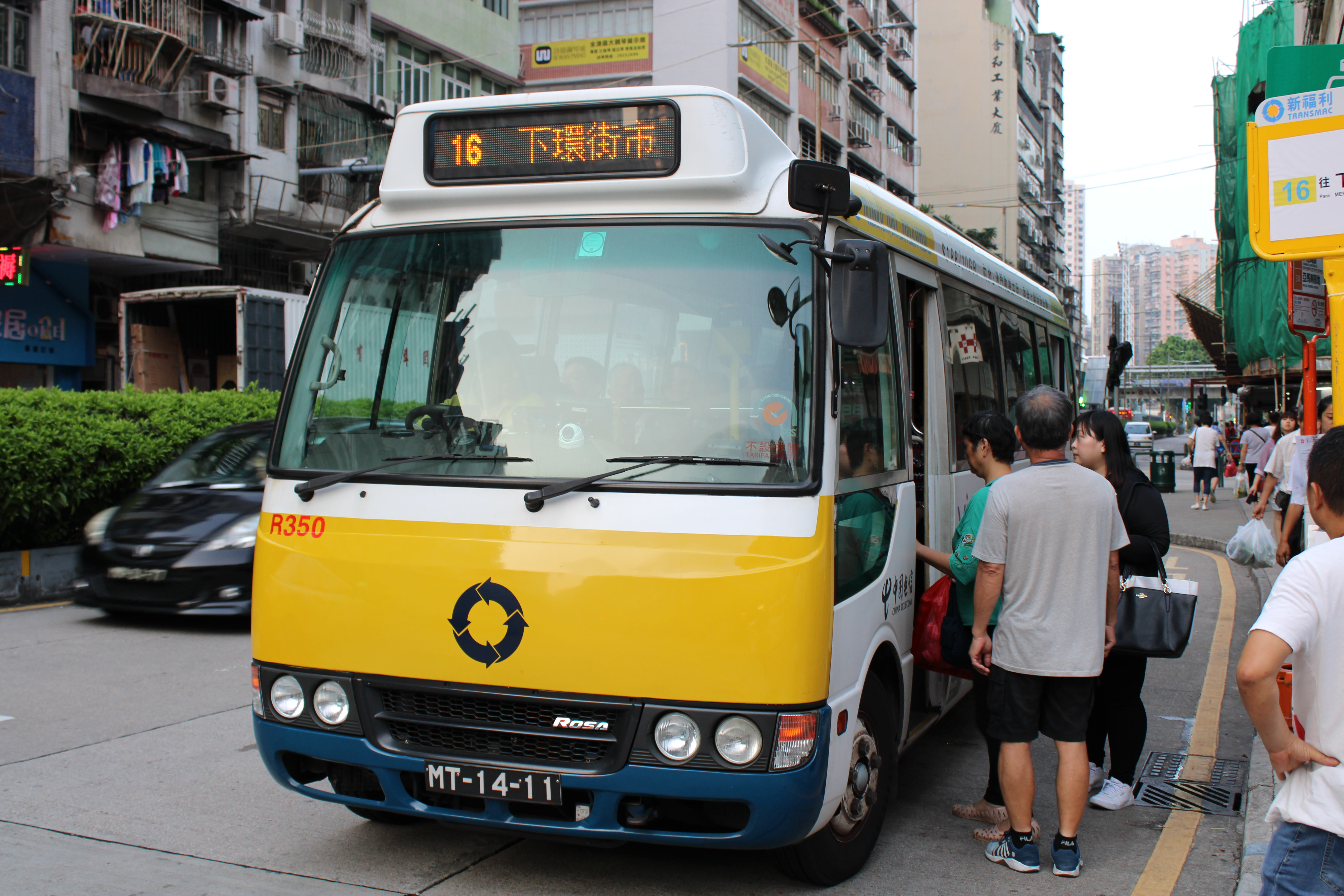
三菱Rosa
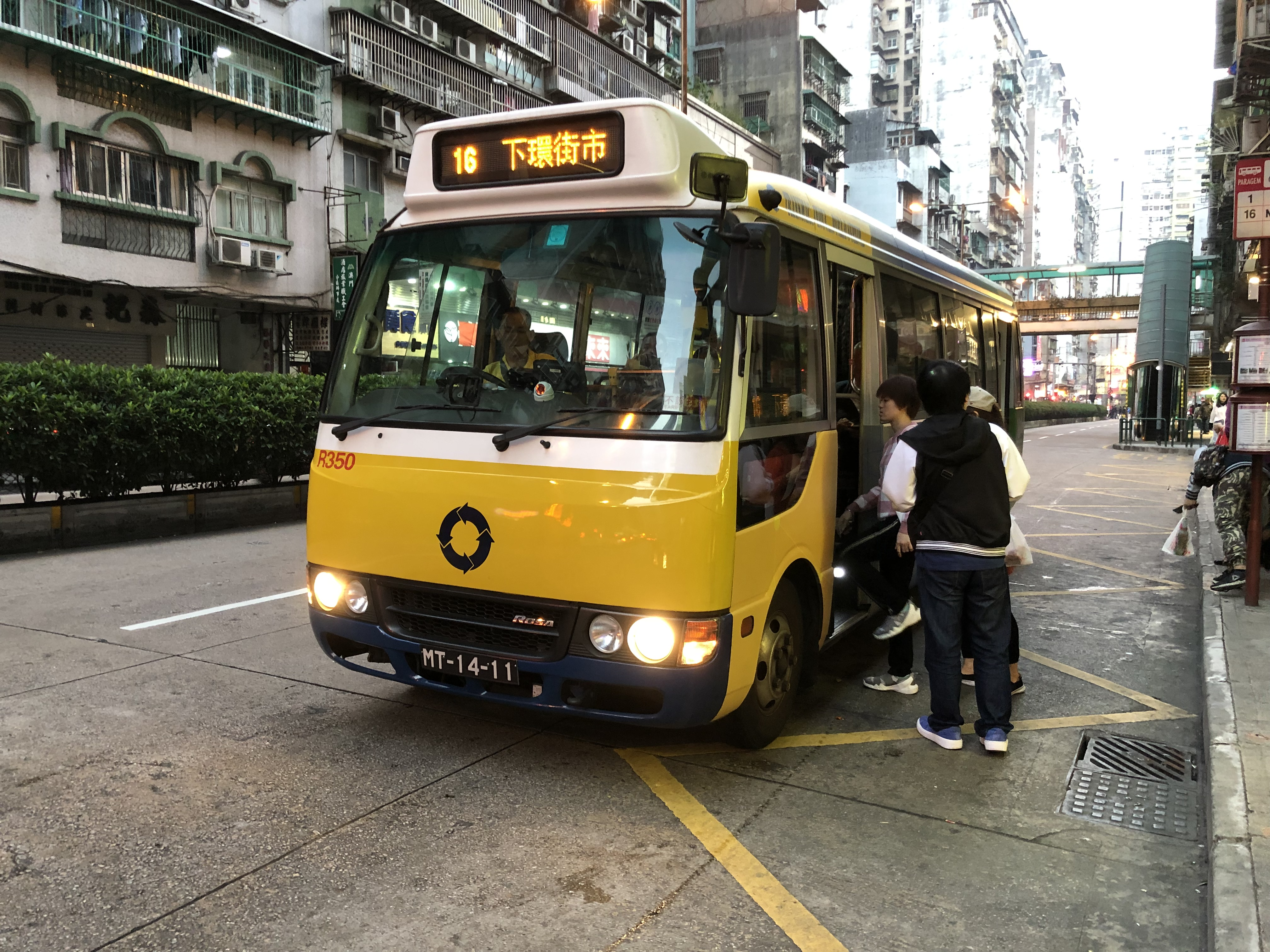
三菱Rosa
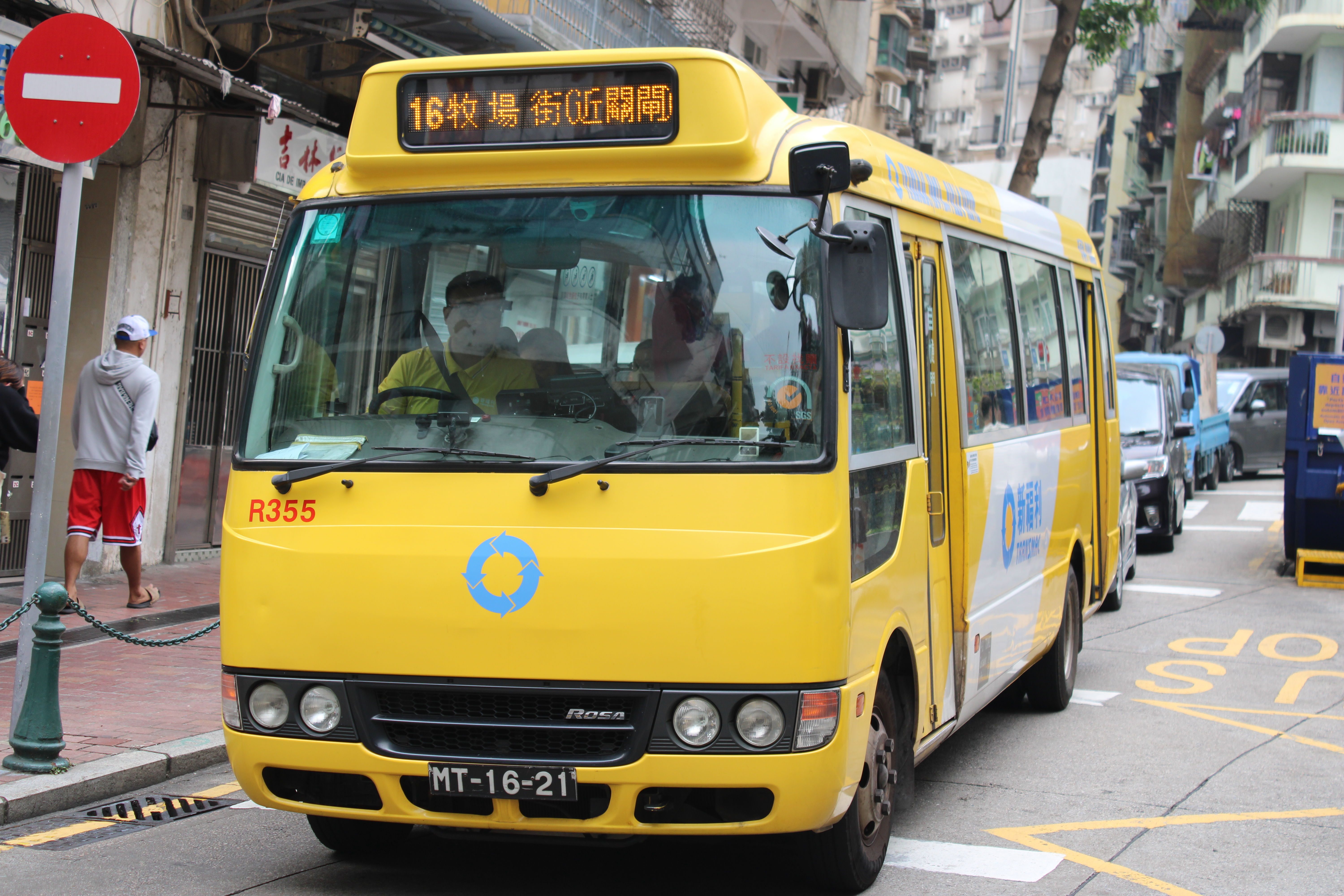
三菱Rosa
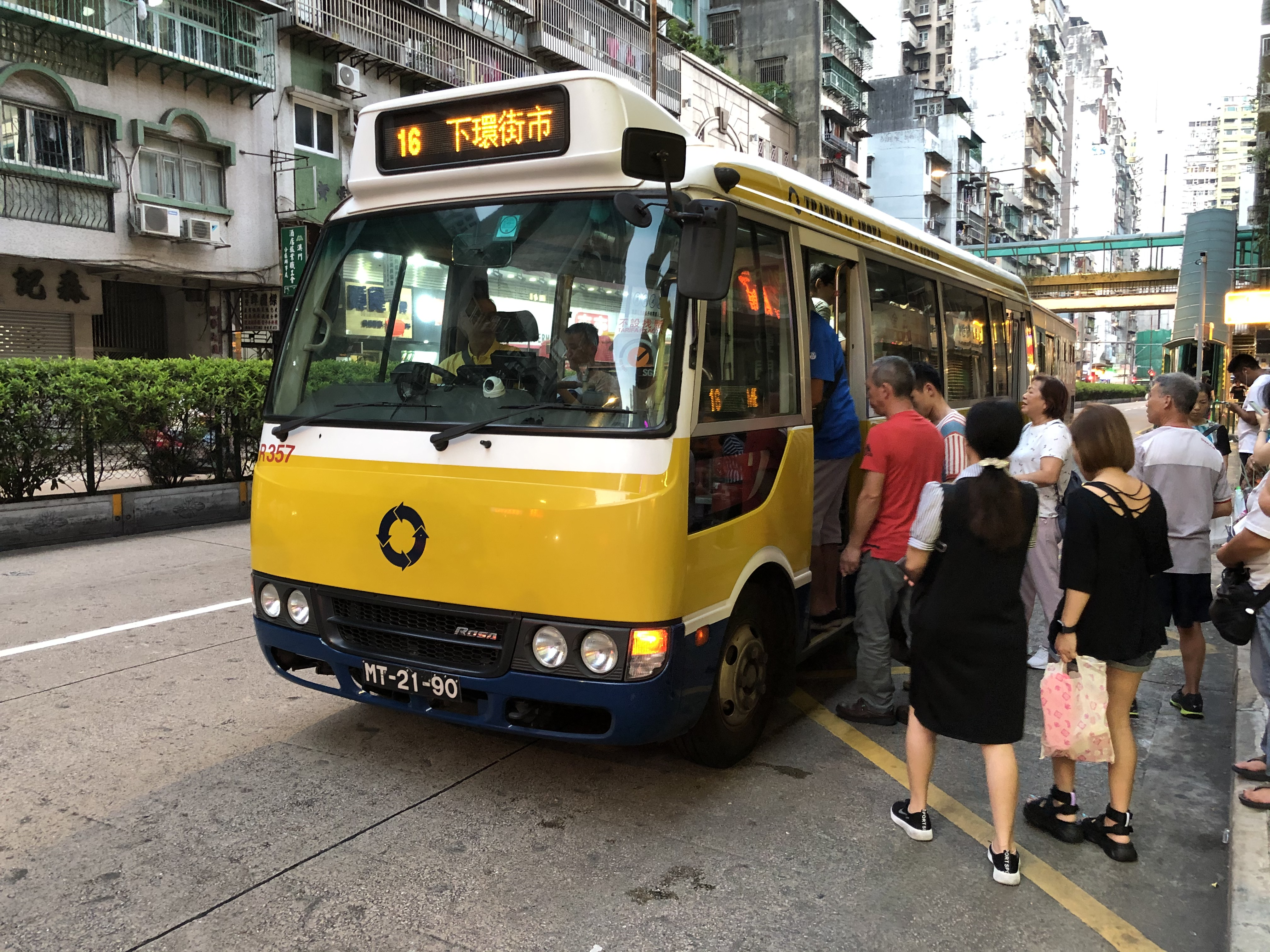
三菱Rosa
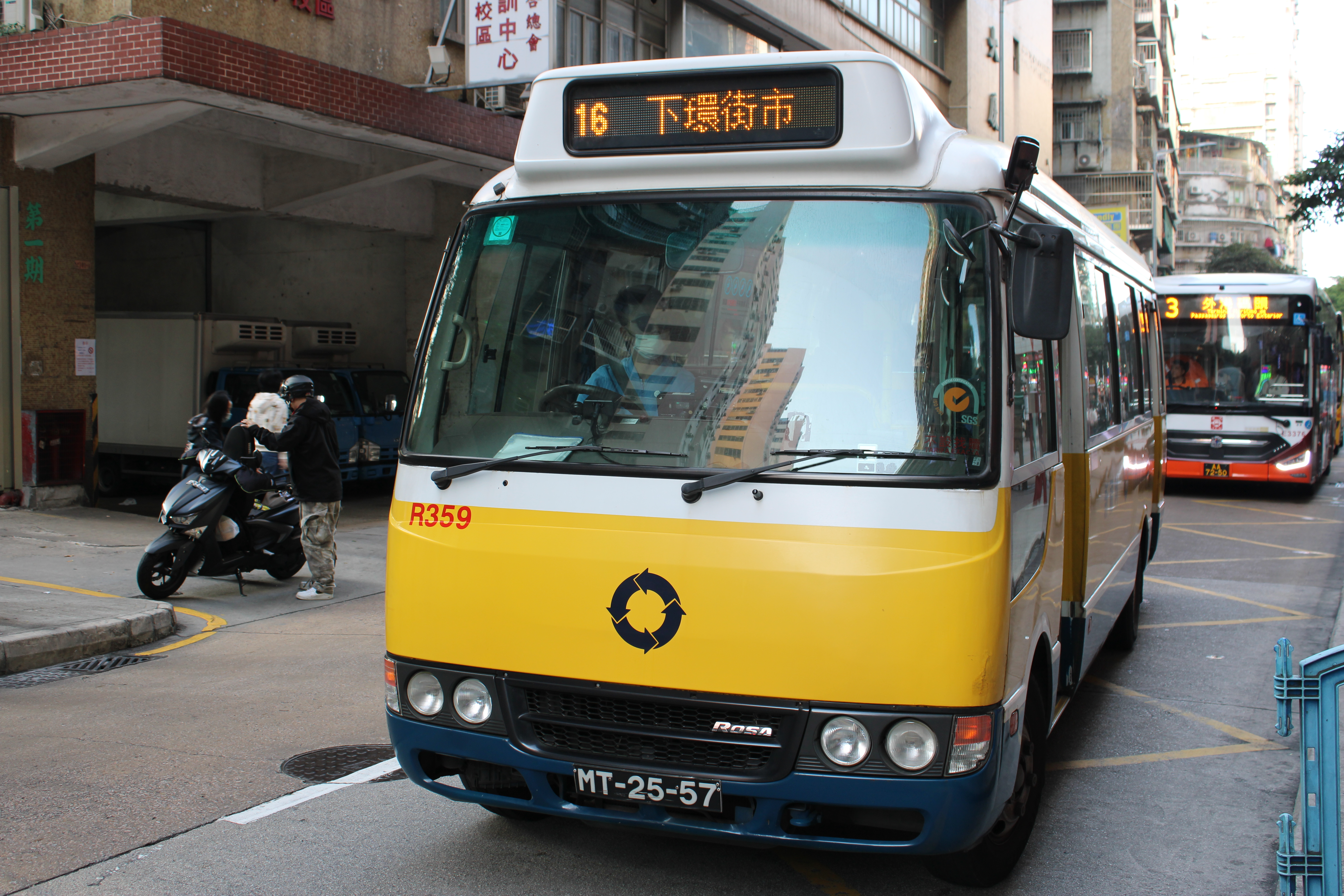
三菱Rosa
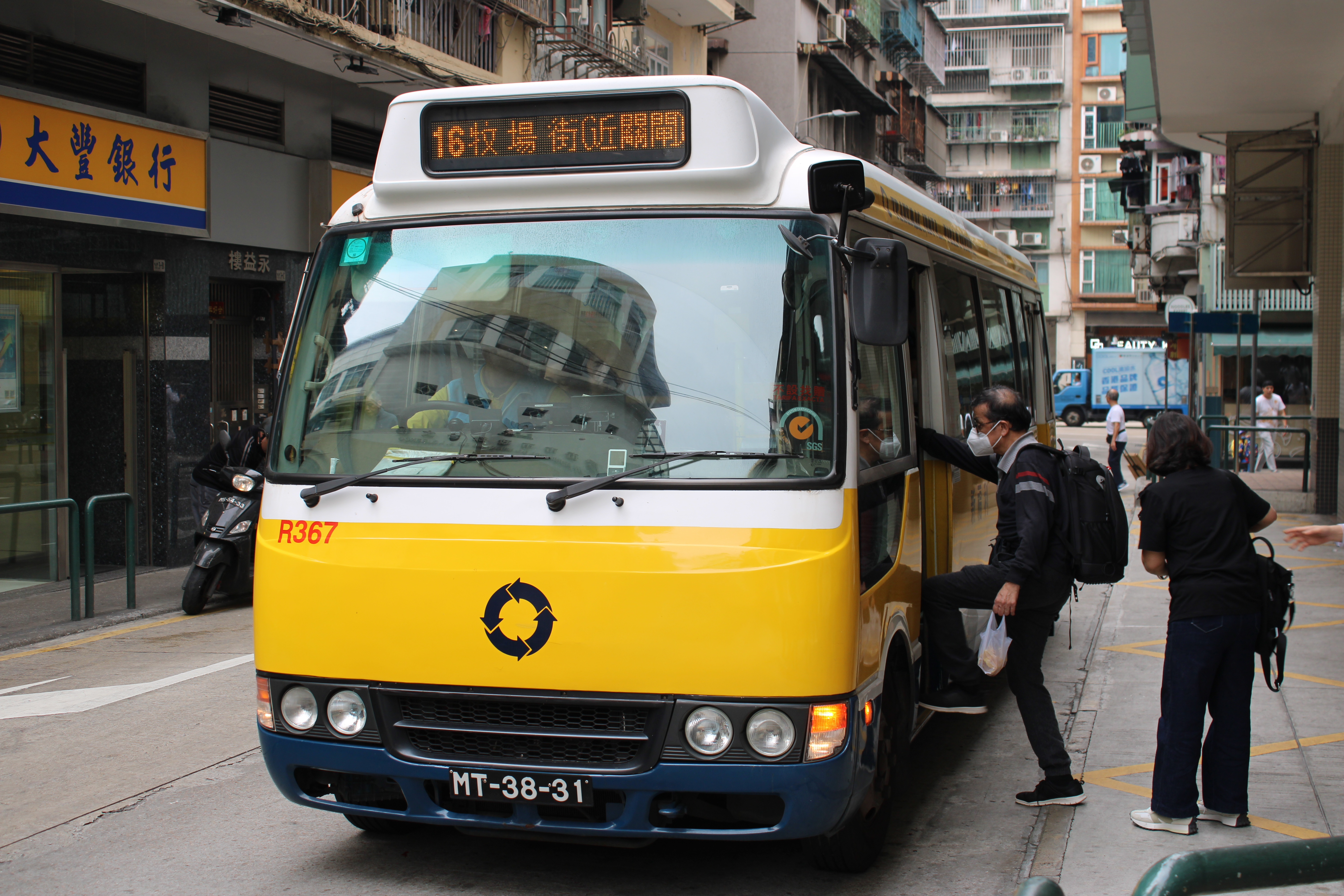
三菱Rosa
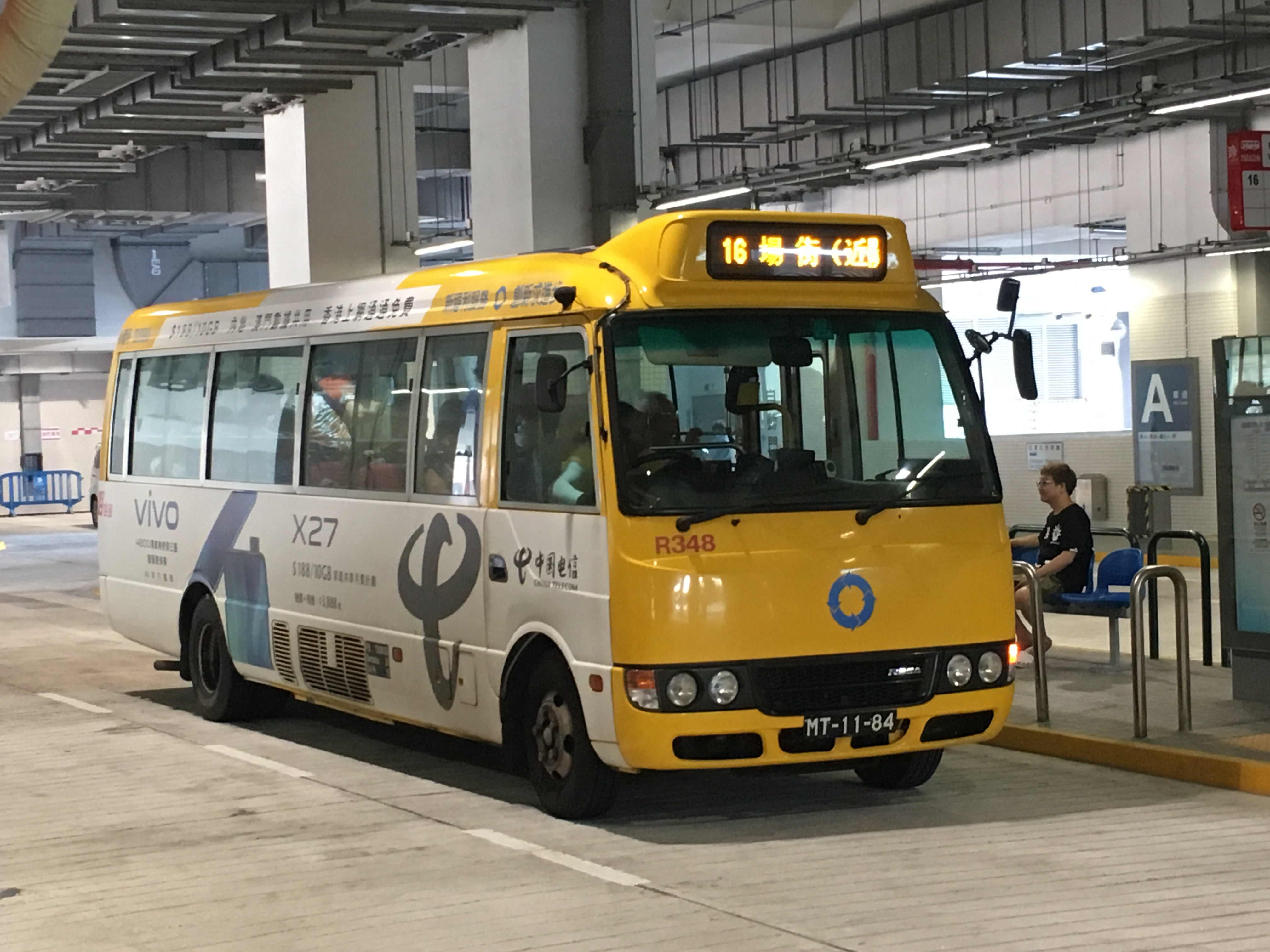
三菱Rosa
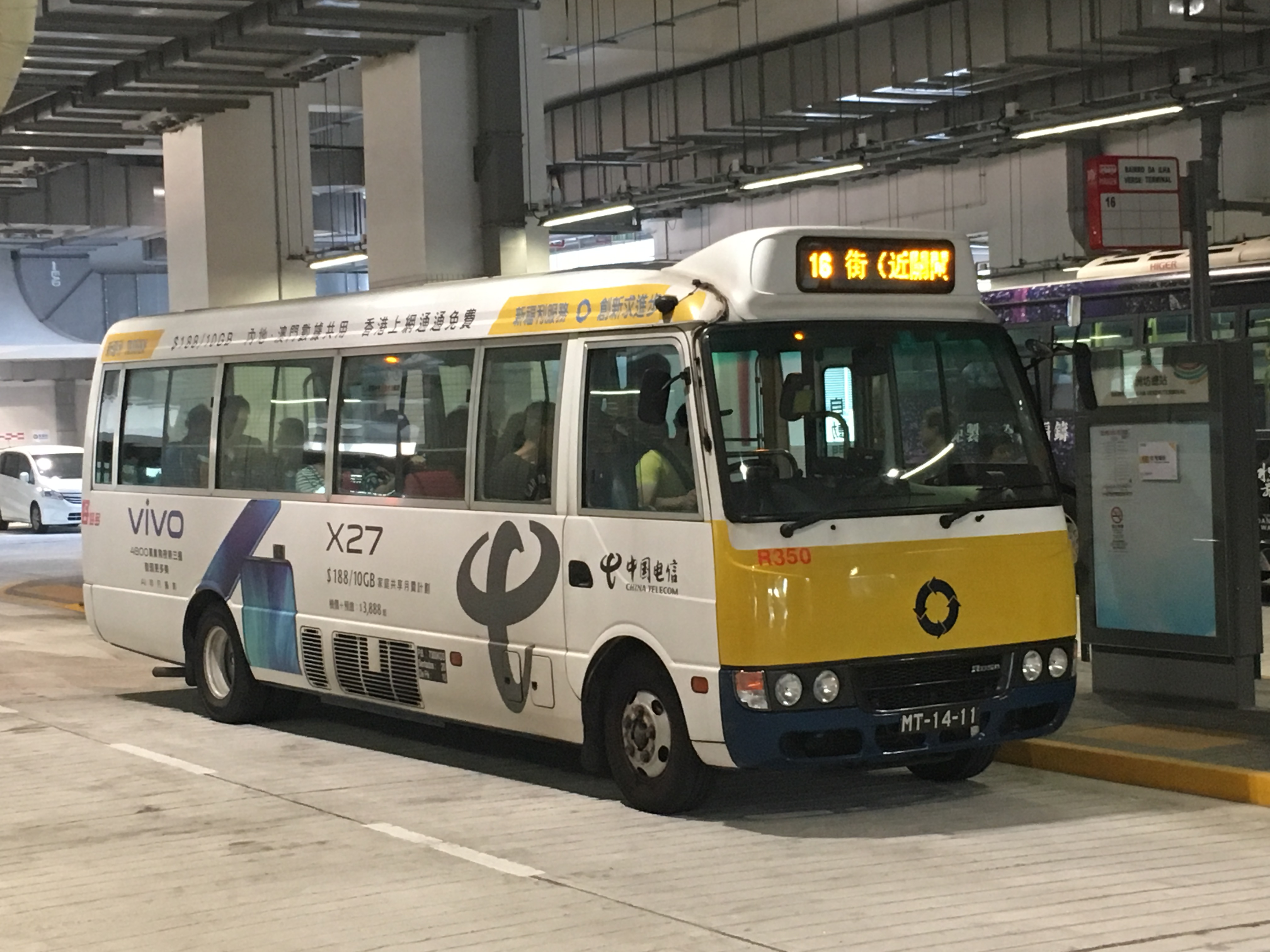
三菱Rosa
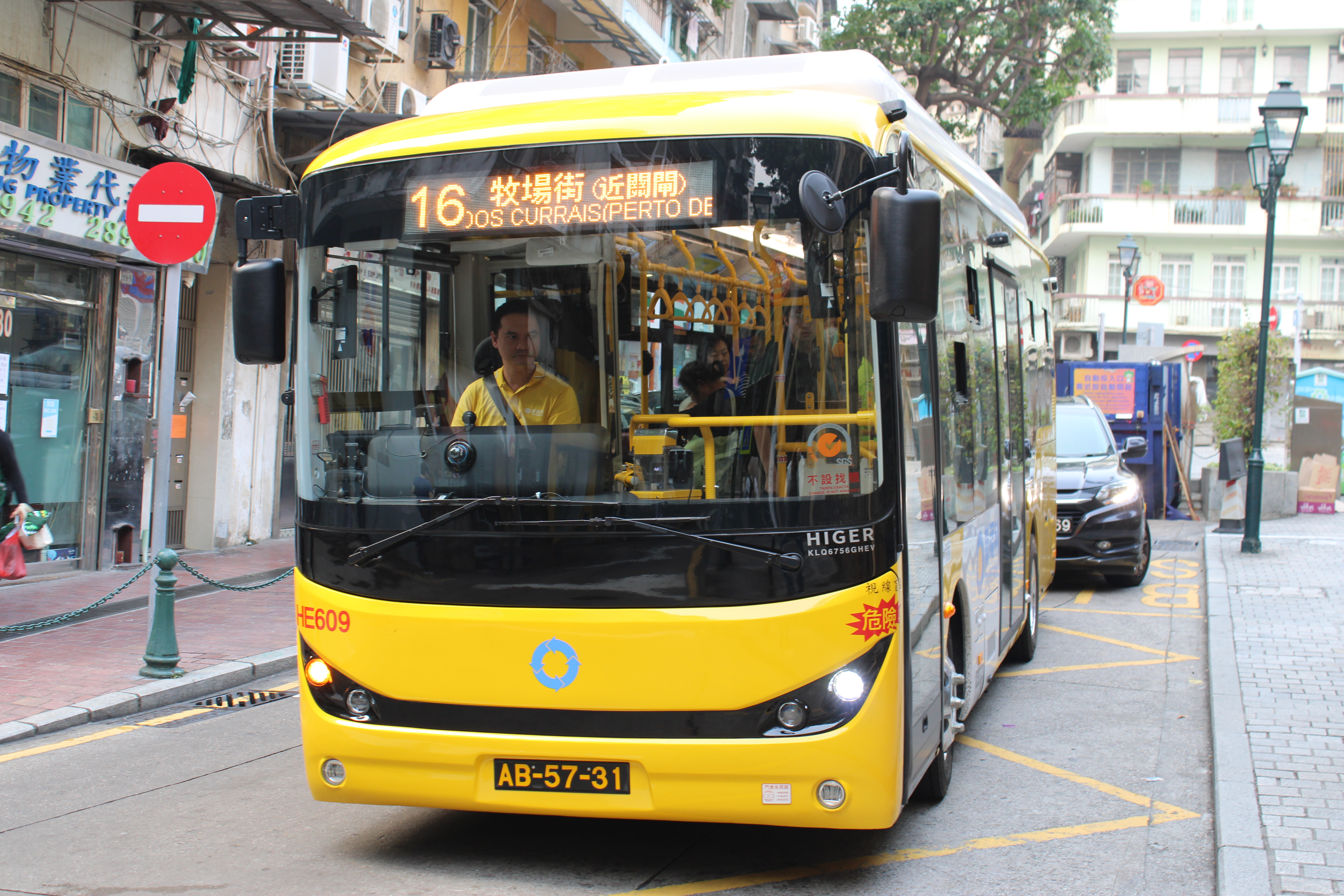
蘇州金龍KLQ6756GHEV
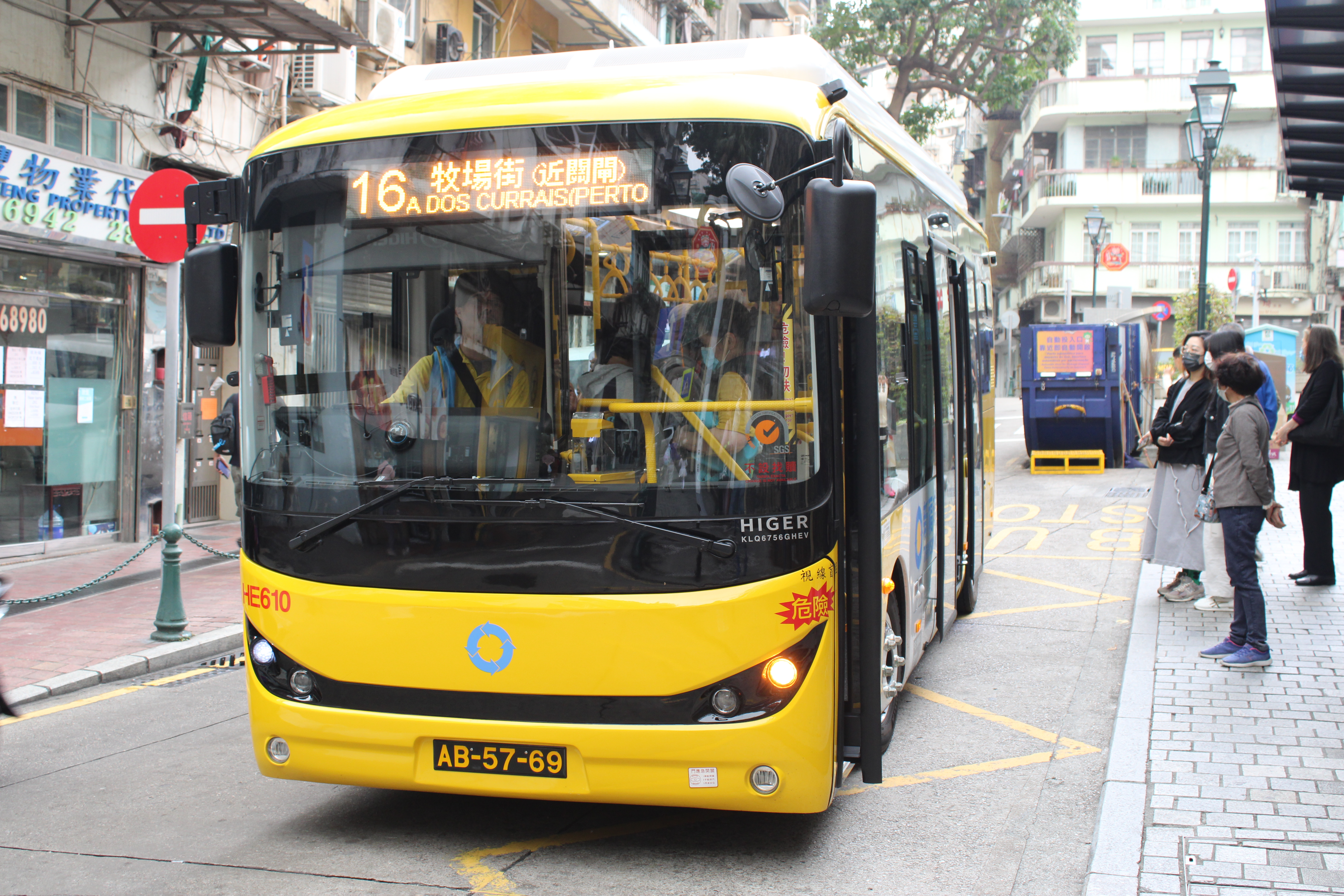
蘇州金龍KLQ6756GHEV
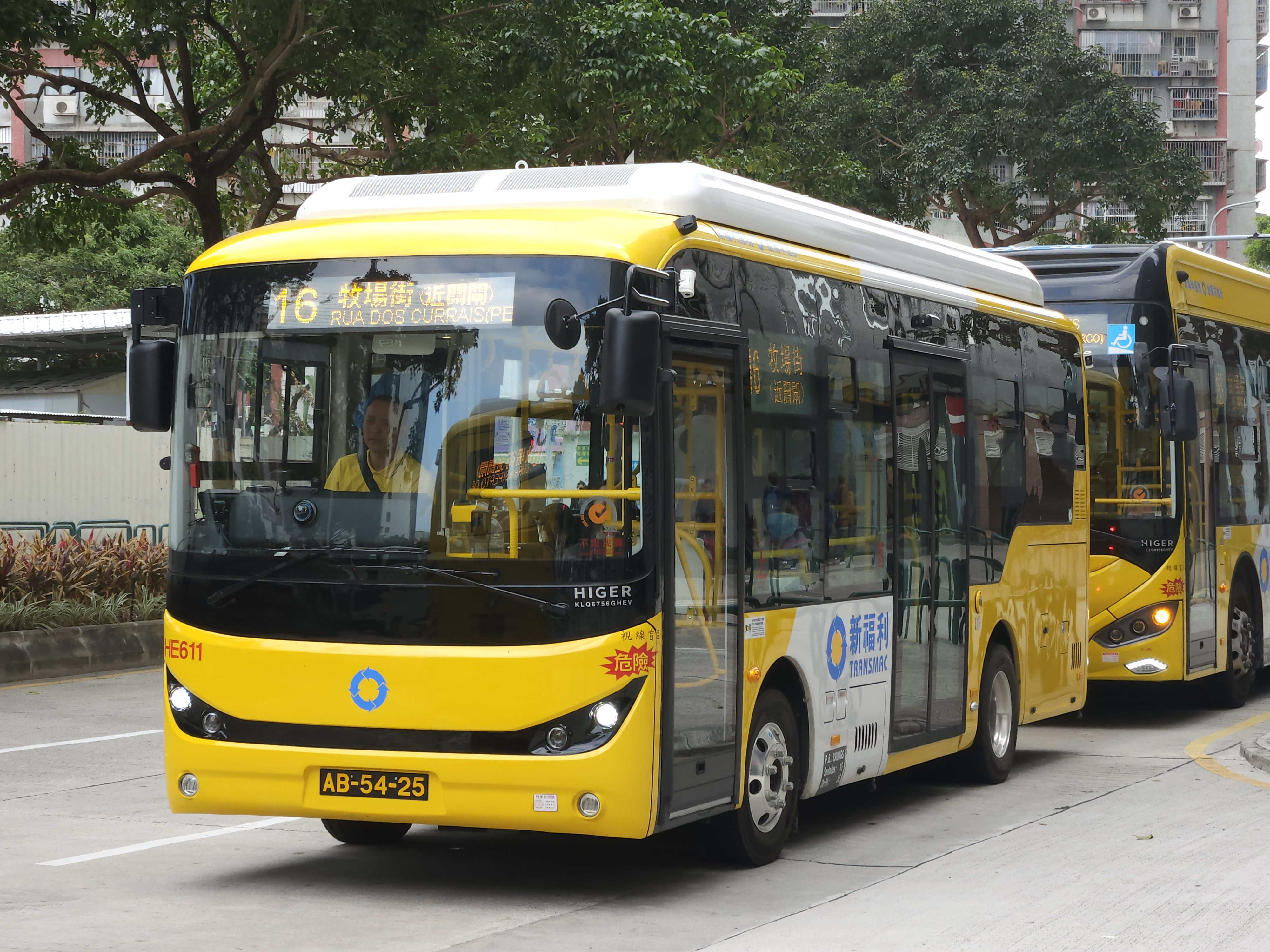
蘇州金龍KLQ6756GHEV
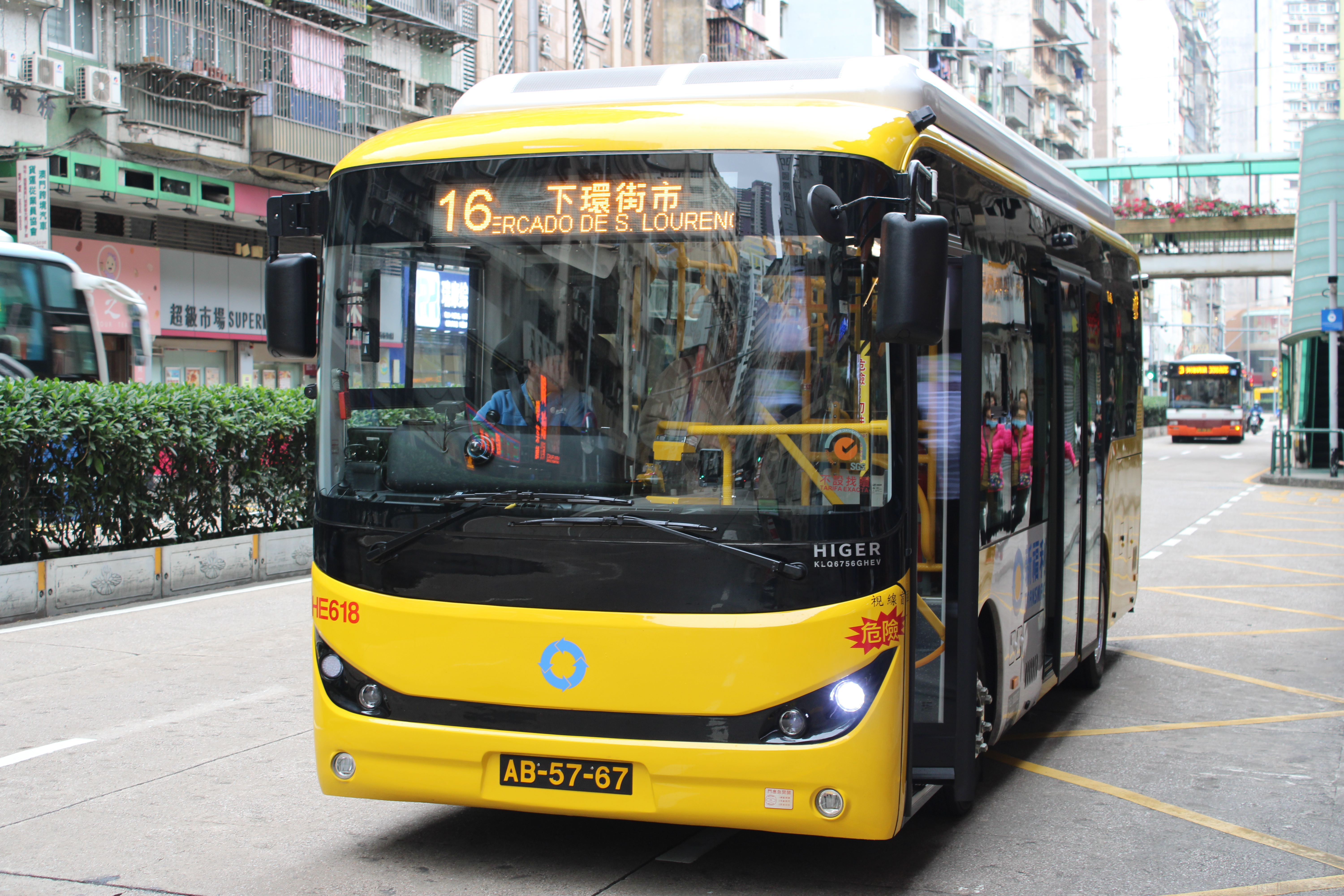
蘇州金龍KLQ6756GHEV
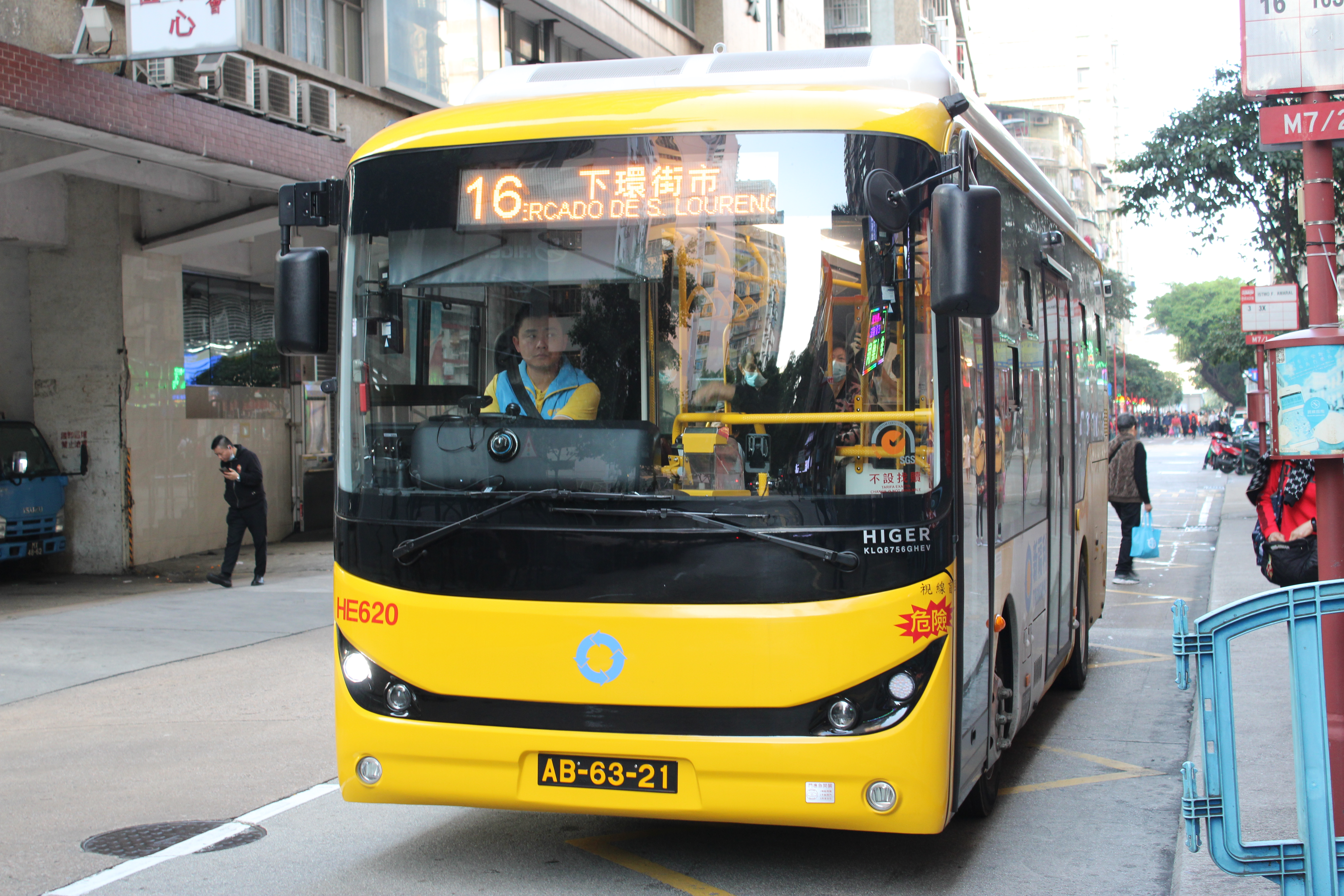
蘇州金龍KLQ6756GHEV
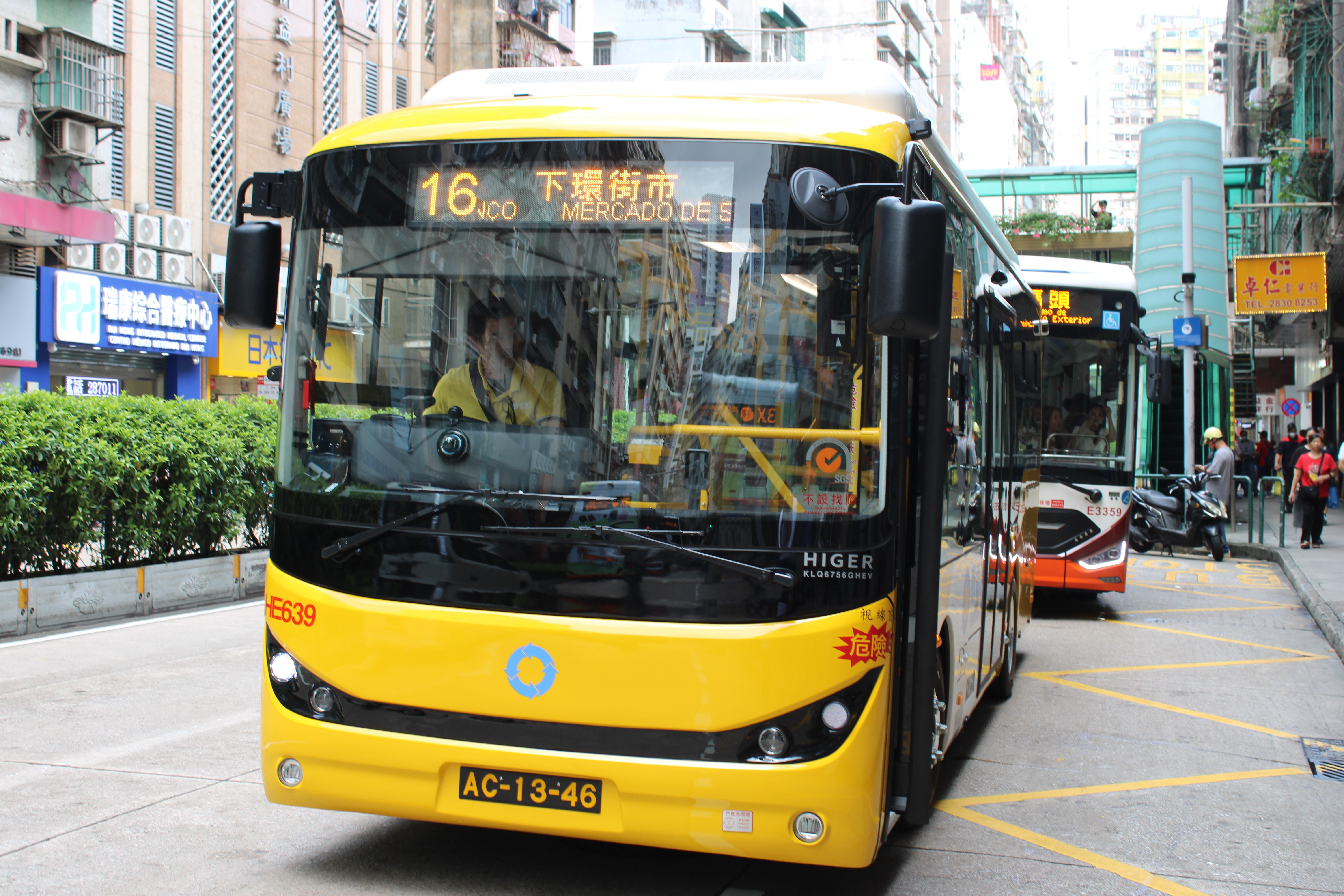
蘇州金龍KLQ6756GHEV

## 外部連結
- 澳門新福利公共汽車有限公司（官方網站） （页面存档备份，存于）